# NGC 5286

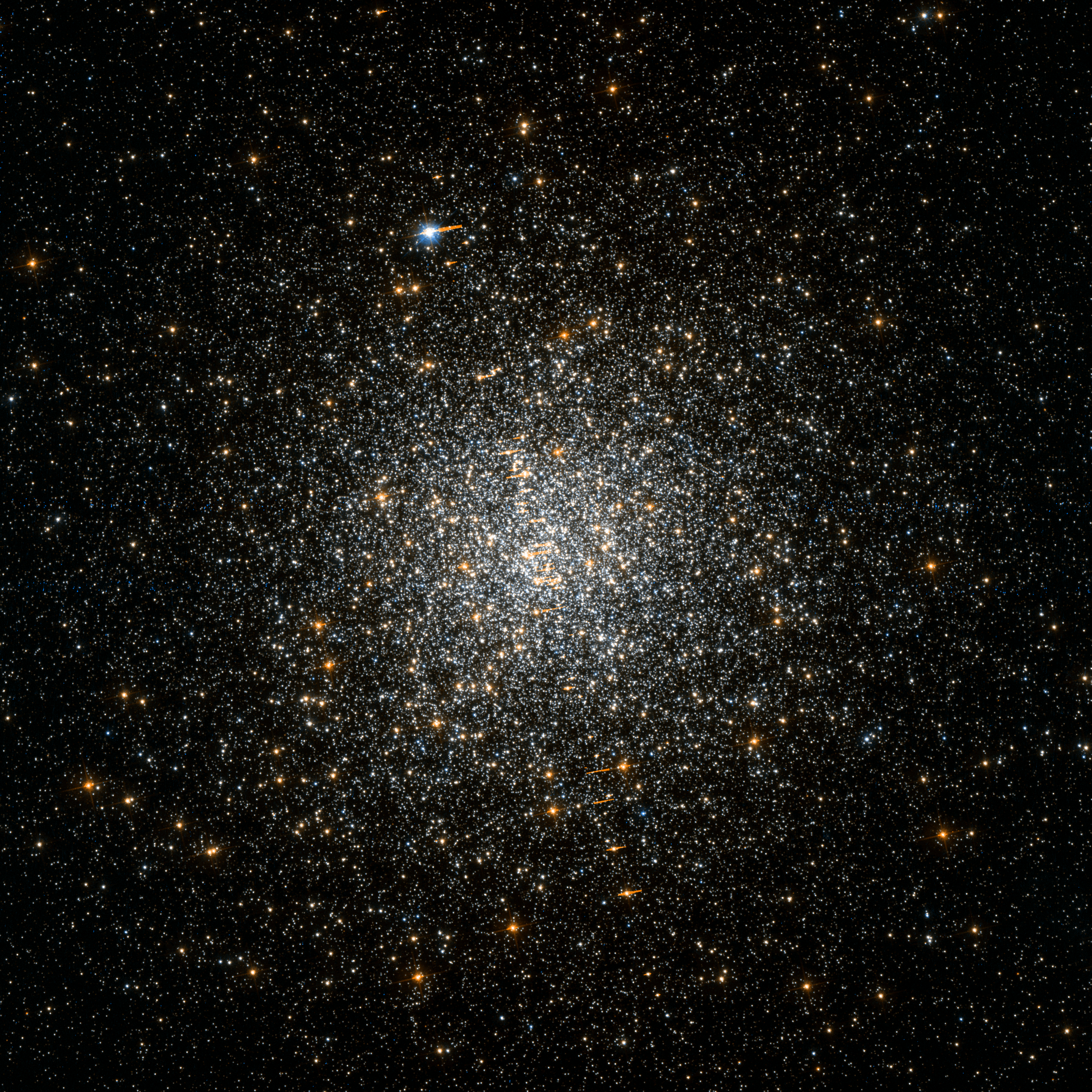
Hình ảnh của NGC 5286 chụp bằng kính viễn vọng không gian Hubble

NGC 5286 (hay còn được biết đến với tên Caldwell 84) là tên của một cụm sao cầu nằm trong chòm sao Nhân Mã. Khoảng cách của nó với chúng ta là khoảng xấp xỉ 35900 năm ánh sáng. Ở khoảng cách này, ánh sáng này đã qua sự làm đỏ do các chất khí và bụi trong môi trường liên sao, do vậy, cấp sao được tính theo hệ thức E(B -V) = 0,24 theo hệ thống đo sáng UBV. Cụm sao này nằm ở phía 4' của hướng bắc tính từ ngôi sao có thể nhìn thấy bằng mắt thường tên là M Centauri. Nó được phát hiện bởi nhà thiên văn học người Scotland James Dunlop thông qua các hoạt động ở Úc và đương đưa vào danh sách của ông vào năm 1827.
Cụm sao này nằm cách trung tâm của Ngân Hà khoảng 29000 năm ánh sáng và hiện tại đang quay theo quỹ đạo của chính nó trong hào quang của Ngân Hà. Nó có lẽ có một mối liên kết với Đai Monceros, một dòng thủy triều dài tạo thành từ những ngôi sao có thể tạo thành từ một thiên hà lùn bị phá vỡ. NGC 5286 có lẽ là một trong những cụm sao cầu già cỗi nhất trong thiên hà với tuổi ước tính là 12,5 tỉ tỉ năm. Nó không phải là một hình cầu hoàn hảo mà là một hình cầu dẹt có độ dẹt là 0,12.
Tốc độ phân tán của những ngôi sao ở trung tâm của cụm sao này là (8.1 ± 1.0) km/s. Dựa trên sự vận động của những ngôi sao ở lõi của cụm sao này, nó có lẽ chứa một lỗ đen có khối lượng trung bình với khối lượng chưa đến 1% khối lượng của cụm sao này.Khối lượng của cụm sao này là khoảng 6000 lần khối lượng mặt trời.
NGC 5286 là một phần của Gaia Sausage, phần còn lại của một thiên hà lùn đã hợp nhất.

## Dữ liệu hiện tại
Theo như quan sát, đây là thiên hà nằm trong chòm sao Xử Nữ và dưới đây là một số dữ liệu khác:
Xích kinh 13h 46m 26.81s
Độ nghiêng –51° 22′ 27.3″
Cấp sao biểu kiến 7.6
Độ kim loại –1.41
Kích thước biểu kiến 4'